# Brasiliens herrlandslag i basket
Brasiliens herrlandslag i basket representerar Brasilien i basket på herrsidan. Laget blev världsmästare 1959 och 1963.

## Medaljer
- VM: 
  - VM-guld: 1959, 1963
  - VM-silver: 1954, 1970
  - VM-brons: 1967, 1978

- OS
  - OS-brons: 1948, 1960, 1964

### Fotnoter
1. ↑  Todor Krastev (13 mars 1959). ”Men Basketball World Championship 1959 Chile 16-31.01 - Winner Brasil” (på engelska). Sport Statistics. Arkiverad från originalet den 14 oktober 2015. https://web.archive.org/web/20151014204049/http://www.todor66.com/basketball/World/Men_1959.html. Läst 9 oktober 2015.
2. ↑  Todor Krastev (13 mars 1963). ”Men Basketball World Championship 1963 Brazil 12-25.05 Winner Brazil” (på engelska). Sport Statistics. Arkiverad från originalet den 13 oktober 2015. https://web.archive.org/web/20151013183115/http://www.todor66.com/basketball/World/Men_1963.html. Läst 9 oktober 2015.